# Фулмер, Джон
Джон Гилберт Фулмер (англ. John Gilbert Fulmer, Jr.; род. 1944) — американский экономист, эмерит-профессор Колледжа бизнеса при Университете Теннесси в Чаттануге, автор модели Фулмера.

## Биография
Джон родился в 1944 году.
Высшее образование получил в Уоффордском колледже, где получил степень бакалавра наук (B.S.). Докторской степени (PhD) был удостоен в Алабамском университете.
Преподавательскую деятельность в Колледже бизнеса Университета Теннесси в Чаттануге начал в должности профессора финансов с 1977 года, был заведующим кафедрой бухгалтерского учёта и финансов, заместителем декана и временным деканом. Ушёл в отставку в 2011 году. Под руководством Дж. Фулмера Колледж бизнеса Университета Теннесси в Чаттануге возглавил рейтинг SACS и AACSB, а также возглавлял высший рейтинг бизнес-школы по версии Businessweek и The Princeton Review. Фулмер работал в совете факультета, совете декана, был президентом Альфа-общества.
Являлся заядлым игроком в гольф, организатором ежегодного турнира выпускников Колледжа бизнеса по гольфу.

## Вклад в науку
Является автором модели Фулмера.

## Награды
За свои достижения был неоднократно отмечен:
- 1988, 1997, 2002 — звание «Учитель года» от Общества «Бета-Альфа-Пси»[англ.].